# ランスロット (コードギアス)
ランスロットはサンライズ制作のテレビアニメ『コードギアス 反逆のルルーシュ』に登場する架空の兵器。搭乗者は枢木スザク。
本項では新規に作られたランスロット・アルビオンと、その後継機にあたるランスロット・アルビオンゼロ、新たに開発されたランスロットsiN、C.C.専用に作られたランスロット・フロンティアに関しても記述する。

## 概要
ロイドの嗜好から、ハイスペックのみを追求して開発されたブリタニア製ナイトメアフレーム（以下KMF）。その結果操縦は極めて困難となっており、適合率の高い人間が搭乗者として必要となる。適合率94%という現在最も高い数値を持ち、かつ所属が緩く特派がスカウト可能だったスザクがデヴァイサー（特派における操縦者の呼称）となった。
ユグドラシルドライブの核コアルミナスと機体の各所に使われているサクラダイトの比率が高く、それによって得られた高出力により従来のKMFを大きく凌駕する運動性能を持つ。機体強度は、下記のヴァリスの直撃に耐えることを目標としている。本機の開発・運用過程で発揮された圧倒的な性能は、後に量産試作機ヴィンセント、実際の量産機ヴィンセント・ウォードの開発に繋がり、ナイトオブラウンズ専用KMFにも技術が反映された。
基本カラーは白と金色。ゼロをはじめとする黒の騎士団の間では「白兜」と呼ばれ、スザクのナイトオブラウンズ加入後は彼と共に「ブリタニアの白き死神」と呼ばれている。
名前の由来はアーサー王物語やアーサー王伝説に登場する円卓の騎士の1人・ランスロット。

## ランスロット
特別派遣嚮導技術部のロイドが中心となって開発した第七世代KMF実験機。これまでにない量のサクラダイトを使用し、驚異的な戦闘力を誇る。通常は頭部に1基のファクトスフィアを、胸部に2基搭載している。試作兵器のため、脱出機能は装備されていないが、後々に装備する予定であった。
装備は両腕に搭載されたブレイズルミナス、腕部と腰部に計4基装備された強化型スラッシュハーケン、MVS、ヴァリスがある。反面、高出力の武装を多数装備したことにより、稼働時間には不安が残る部分もある（劇中でロイドも言及している）。他には、悪路を高速移動するためのサンドボードなどがある。
第五世代までのKMFの機動は、基本的に脚による歩行やランドスピナーによる滑走といった地面上の二次元運動に限定されていた。これに対し、本機に始まる第七世代KMFはそのあり余るパワーウェイトレシオにより、身軽で俊敏な三次元運動を易々とこなしてみせる。ランスロットの場合、自らの頭頂高の何倍もの高さを跳躍する、壁から壁に跳び移る、バック転、バック宙、月面宙返り、逆立ちして腕の力だけでジャンプするなど、従来のKMFの動きを遥かに超越した機動を実現している。
『亡国のアキト』では、第3章に登場。スザクがナイトオブセブンに任命されているため、皇帝シャルル直属の騎士であるナイトオブラウンズ専用のKMFという位置付けながら、左腕にはスザクがユーフェミアの専属騎士であった証たる騎士章が装着されている。カエサル大宮殿内という屋内で運用するにあたり、携行武装はMVSと同型の剣のみになっている。ジャンのグラックスを初め聖ミカエル騎士団のKMFを圧倒し、その様はジャンをして「白い悪魔」、シンからはスザクの心境と合わせ「白き魔神」と言わしめた。なお、この戦闘の際には、起動キーにあるボタンを押すことで、パイロットが乗っていない状態のランスロットを遠隔操作で呼び出している。シンのユーロ・ブリタニア掌握後は、カエサル大宮殿でワイヤーで固定された状態で拘束されていた。
『ナイトメア・オブ・ナナリー』では、第7話から登場。アニメ版同様にロイドが開発し、スザクが搭乗する。合成樹脂と電動シェルの芯をサクラダイト合金繊維で覆った人工筋肉「マッスルフレーミング」と「ギアス伝導回路」を搭載している（作中ではパイロットのスザクも「ワイヤード」と呼ばれる、契約無しでギアスを使う能力者であると語られている）。また、マッスルフレーミングはサクラダイト合金繊維がコイルの役割を持っているため、人工筋肉その物が発電機となることから、高出力かつ長時間稼動を実現させていると設定されているため、稼働時間の短さを懸念するシーンは見られない。なお、本作品ではマッスルフレーミングが脇腹や肘などの関節から露出しており、アニメ版とはまた違った印象を受ける。また、ナリタ攻防戦でマークネモに頭部を、ナナリーの処刑阻止のためにエデンバイタル教団に踏み込んだ際に、アーニャのトリスタンに両腕を破壊されるなど、時系列的にアニメ版第一期に当たる時期に2度も中破している。
『幕末異聞録』では、第1話から登場した。この作品での表記は「蘭須露斗」（読みは同じ）。黒の維新団が奪取しようとしたが、ユーフェミアの導きによってスザクが搭乗。零（ゼロ）の我勝（ガウェイン）を撃退した。
ブレイズルミナス
サクラダイトにより発生したエネルギー場で物理攻撃を防ぐシールド。ランスロットに実験的に搭載され、その後はアヴァロンをはじめとした浮遊航空艦やラウンズ専用KMFなど最新鋭機に搭載されていく。武器としても利用可能で、そのままぶつけることで打撃兵器となるほか、ヴィンセントのニードルブレイザーやパーシヴァルのドリル（ルミナスコーン）に応用されている。
他にも技術を応用したシュロッター鋼合金が本国も含め、グリンダ騎士団やユーロ・ブリタニアで機体の装甲や武器に利用されるなど、幅広い運用方法が確立されている。『亡国のアキト』の最終章では、アキトのアレクサンダにシュロッター鋼合金の装甲とブレイズルミナス発生装置のシールドが装備されており、E.U.でもある程度実用する技術が確立している。
メーザーバイブレーションソード（MVS：Maser Vibration Sword）
高周波振動で鉄をも両断する斬撃兵装。背面のコックピットの両側にある鞘に2基収納されている。存在は知られていたもののランスロットの装備として初めて実用化された。第五世代機でも使用可能でギルフォードの、『双貌のオズ』でもオルドリンのグロースターに装備したこともあるが、当時ランスロットによる運用が前提となっていたために、稼働時間を大幅に短縮してしまう欠点もあった。使用時には2つに割れていた刀身が合わさり、赤く発光する。以降、ブリタニアで開発された第七世代相当機の装備として一般化している。
ヴァリス（VARIS：Variable Ammunition Repulsion Impact Spitfire）
可変弾薬反発衝撃砲。弾薬の反発力を制御できるライフル。インパクトレールの換装により様々な戦況に対応し、ノーマルモードとバーストモードの切り替えが可能。他のKMFが装備するアサルトライフルなどのコイルガンとは、桁違いの破壊力を誇る。
強化型スラッシュハーケン
既存のものと異なり、機体を牽引するだけでなく持ち上げ跳躍すら可能とし、搭載されたブースターで直進だけでなく左右に曲がらせることも可能。また、ハーケンを突き出して手刀にするメッサーモードにより敵機を破壊することもできる。当初はパスワード（ロイドの好物＝プリン?）により封印されていたが、4つのハーケンを同時発射し、ブースターで操作するハーケンブースターもある。

### ランスロット・エアキャヴァルリー
ランスロットにフロートユニットを追加装備した機体。飛行による3次元的な戦術をとれるようになったが、エナジー消費はさらに激しくなっている。
スザクのナイトオブセブン就任に伴い特派が発展解消し、スザク直属KMF開発機関・キャメロットへと形を変えたためナイトオブラウンズ所属機扱いとなった。
『ナイトメア・オブ・ナナリー』では10話に登場。魔王ゼロの前に、危機に陥ったコーネリアを救うために出撃した際に使用した。なお、同作では10話での初登場の際にフロートユニットを戦場で任意に切り離して目標にぶつける戦法を披露した。
フロートユニット
アヴァロンにて実用化されたフロートシステムを、KMF用に小型化・ユニット化し、単機での飛行を可能にした装備。ランスロットにて実装されたが、当初は大きなエネルギーが必要であり、機体の稼動限界時間をさらに短くしてしまっていた。後に汎用フロートユニットが登場し、第四世代以降のKMFでの使用や長距離移動が可能となってくると稼動限界時間の問題は見られなくなった。
後の黒の騎士団でも、これと同じ飛翔滑走翼が開発された。このシステムが実用される以前は、プラズマ推進モーターが利用された飛行型KMFが存在するほか、E.U.でも実用はされていないが理論だけは存在している。

### ランスロット・コンクエスター
ランスロット・エアキャヴァルリーを強化した、ナイトオブセブン専用KMF。機体のエクステリアに変化は少ないが、出力増加により基本スペックが上昇している。さらに、ブレイズルミナスが胸部・両脚部に追加装備され、全てを稼働させることで錐体状に機体を覆うコアルミナスコーンとなり、防御力が上昇した。脚部のブレイズルミナスによる足刀蹴り、コアルミナスコーンによる突撃など、応用性に富んだ攻撃が可能となっている。脱出機能の追加も行われた。
追加武装としてハドロンブラスターが装備されており、砲撃力も向上した。反面、発射時の反動を緩和するためにフロートユニットの姿勢制御系を調整したことで、空中での機動力が低下している。
新総督ナナリー奪取を狙う黒の騎士団を「征伐」（Conquista）しに赴いたのを皮切りに、スザクの愛機として様々な戦線を駆け抜けた。しかし、第二次トウキョウ決戦でカレンが操縦する紅蓮聖天八極式と交戦し、武装と手足を次々と潰されてコアルミナスが損傷・大破した。
『白の騎士 紅の夜叉』では、最初の実戦はナナリーを巡る太平洋上空での戦闘よりも前であったことが描かれた。スザクが直属の親衛隊「コノエナイツ」の騎士であるシュネー・ヘクセンからアイダホの彼の実家に招待されて滞在している最中、ゼロの復活に触発されたブリタニア人テロ組織がヘクセン領内のボイシの議会場を占拠する事件が起きた際、軍側には早い段階で情報が渡っていたことから帝都ペンドラゴンからアヴァロンにて、ロイドの手で実戦投入可能な状態に出来上がっていた本機が空輸され、同じくアヴァロンに乗っていたコノエナイツの騎士のレド・オフェンや彼とシュネー専用のサザーランド・カスタムと共にテロ組織のサザーランド部隊と交戦し、これを撃破した。なお、スザクにとって本機での戦闘はこれが初めてながら、シュネーやレドとの連携があったとはいえ、10数機のKMFを相手取った戦闘にもかかわらず市街地の被害は小さく抑えられたものであった。
『幕末異聞録』では、第3話から登場（ただし、「コンクエスター」という名前は出なかった）。裾野における最終決戦では黒の維新団と共闘するが、ブラックペリーの攻撃によって大破している。
ハドロンブラスター
ランスロット・コンクエスターに外装された、極一点集中型のハドロン砲を放つことができる追加装備。コックピットにフロートユニットの上から装着されるコンクエスターユニットに搭載されており、発射時には折りたたまれていた砲身が右肩上に展開、砲身のソケットにヴァリスを合体させることで射撃体勢となる。

## ランスロット・アルビオン
第九世代KMF。ランスロットに変わるナイトオブセブンの専用機としてキャメロットで開発されたが、後にスザクが皇帝になったルルーシュによって「ナイトオブゼロ」に任命されたため、ナイトオブゼロ専用機と改めた。強化改造により戦闘力を増強してきたこれまでのランスロットと違い、本機は空中での機動性上昇のため、新技術であるエナジーウイングとの適合度を高めるべく、新規に開発された機体である。そのため、以前よりも頭身が若干上がっている。
背部に装備されたエナジーウイングは緑色の6枚羽となっており、エネルギー翼からその粒子を刃状にして広範囲に射出する砲撃が可能となっている。機体出力も、トリスタンのハーケンを素手で破壊できるほどに向上。スーパーヴァリスやMVSなど武装も充実し、これまでのKMFを圧倒的に凌駕するポテンシャルを獲得している。さらに気密性が格段に増しており、海中での活動も可能となっている。ファクトスフィアの装備は見当たらないが作中で左右の横腹部分の装甲ブロック自体が同様の発光するシーンがある。また、ルルーシュによってかけられた「生きろ」のギアスでスザク自身の集中力が増すことによって身体のリミッターが解除された状態になり、超人的な運動能力と反射神経や判断能力を手に入れたスザクの超人的な機体操縦術により、驚異的な戦闘能力を誇る。
ルルーシュが神聖ブリタニア帝国第99代皇帝の座について以降スザクの愛機として活躍し、ギャラハッド以外の3機のラウンズ専用機とその直属部隊を瞬殺した上、ギャラハッドを駆る帝国最強の騎士であるビスマルクと一騎討ちの末、これを撃破。皇帝ルルーシュの最強の剣となり、ルルーシュがブリタニアの新たな支配者であることを証明することにも役立っている。
また、富士山近郊でのルルーシュ率いる神聖ブリタニア帝国軍と、黒の騎士団・シュナイゼル連合軍の最終決戦においても神聖ブリタニア帝国軍の主力機として獅子奮迅の活躍を見せ、星刻の「神虎」、藤堂の「斬月」を圧倒、強化されたジノの「トリスタン・ディバイダー」を一騎討ちで再度大破させる。劇中、最後の戦いである宿敵・紅月カレンの「紅蓮聖天八極式」との戦いでは機体性能の勝る相手に対して、ギアスを使用せざるをえなくなるほどの壮絶な死闘の末に紅蓮の両腕・頭部を破壊し機能停止にまで追い込んだが、その相討ちに胸部に致命的な一撃を受けてしまい、自らも爆発四散した。
『ナイトメア・オブ・ナナリー』では、23話から登場。エデンバイタル教団との戦いで大破したランスロットに代わってスザクの愛機となり、シャルル率いる聖エデンバイタル教国と戦った。また、アニメ版との相違点として本機のMVSが日本刀型である他、スーパーヴァリスが無く基本的にエナジーウイングの刃状粒子と前記のMVSのみで戦っている。
小説版『ナイトオブラウンズ』においてはトリスタンやモルドレッドと共に資料館で展示されているが、マイナスイメージとなる機体であるために展示場からの撤去だけでなくランスロットという機体の存在自体を歴史から抹消する声も上がっていることがセシルの独白で明かされ、ルルーシュとスザクの真意を知る彼女自身は複雑な心境だった模様。
『幕末異聞録』では、ラストに1コマだけ登場している。
スーパーヴァリス
通常砲身が2連装化され、実弾のほかハドロン砲の発射も可能となったヴァリスの強化型。ノーマルモード、ハドロンモード、フルバーストモードの3形態を使い分けることができる。劇中では2丁装備している場面がある。
エナジーウイング
セシルにより考案された新型フロートユニット。ブレイズルミナスとフロート理論の応用によって作られている。紅蓮聖天八極式で使った技術を、さらに進化させている。翼基部から、機体を包み込むほどの巨大なエネルギー翼が展開される。超高速飛行能力による既存KMFを凌駕したスピードに加え、ランスロット・アルビオンのエナジーウイングは、ウイング部から無数の刃状粒子を広範囲に放つ砲撃、エネルギー翼部分で攻撃をはじくといった攻防一体の能力を備える。非使用時は、コックピット側面に折りたたまれる。

### ランスロット・アルビオンゼロ
『コードギアス 復活のルルーシュ』の前日譚『黒のアルビオン』と『新潔のアルマリア』に登場。「統合打撃装甲騎計画」の一環として、ゼロレクイエムの後の光和元年に、ラクシャータ率いるKMF開発チーム「パール・パーティー」がアルビオンの開発データに手を加えて建造した機体で、スザクの「ゼロ」としての最初の専用機。外観はアルビオンの白い装甲をゼロと同系統の黒・紫に変更しており、エナジーウイングの発光色も元の緑から紅蓮聖天八極式と同様のピンクになっている。
性能自体は申し分なく、初陣となった坂東森率いる日本革命軍が引き起こしたテロ事件を迅速に解決に導いたが、ゼロレクイエムにおけるルルーシュの暴虐の象徴であるランスロットの姿は民衆には受け入れられないだろうというスザクの意見により、代わりの機体として真母衣波が開発されることになった。
『新潔のアルマリア』ではゼロの乗機としてピュアエレメンツGと呼ばれる謎のKMF「鞠熾天（マリシテン）」と共闘し、武器商人グループの制圧作戦を行う。この時は胸部の形状が異なっているほか、ランスロット系列の機体であることを隠すためのフルフェイスマスクが追加されている。

## ランスロットsiN
『コードギアス 復活のルルーシュ』に登場。
「嚮導兵器としての原点回帰」を開発コンセプトとしており、特殊な装備や機能を追加するのではなく、ランスロットタイプの基本設計をより改良・発展化している。それに伴い各種武装は高出力化および小型化の両立に成功している。
ランスロットの名は、皇帝ルルーシュに仕えたスザクの乗騎としてマイナスイメージが強く、歴史から抹消すべきという意見もあった。しかし、機体性能とこれまでの実戦データから依然として高く評価されていたため、「ホワイトファング」の開発コードで設計が進められ、後に機体名にsiN（シン＝罪）を冠することで開発を許された経緯を持つ。
これまでのランスロット系列機が使用した武装は大幅に強化され、黒の騎士団の技術を取り入れた「C7-anti-materiel-V.A.R.I.S.（シーセブン・アンチマテリアル・ヴァリス）」、腕部に格納したまま刺突攻撃が可能となったMVS、他にも左肩に増設された追加装甲兼大型バッテリー「コクーン」により、エナジーを消費するブレイズルミナスに頼らない物理面の防御力や活動時間も改善されている。

### ランスロットsiN ホワイトファング
ランスロットsiNがフレームコート「ホワイトファング」を装着した形態。
フレームコートとは「パール・パーティー」が開発したMultipurpose TaCtical Module（多目的戦術モジュール）の通称で、本機のそれは拠点制圧および防衛に特化されており、武装は両肩のランス状のユニット「アロンダイト・マキシマ」、そこから放たれる目標補足追尾型射撃管制エネルギー刃「プラズマニードルキャノン（PNC）」、腰部のスラッシュハーケンで構成されている。『復活のルルーシュ』では、ジルクスタン王国のゲド・バッカ部隊と戦車部隊を一掃していたが、シャリオのナギド・シュ・メインに急襲されて、その機動性の悪さから苦戦したスザクはホワイトファングを切り離して、対ナイトメアモードのランスロットsiNへと切り替えた。

## ランスロット・フロンティア
ランスロットの予備パーツから、ロイドとセシルが製作したC.C.専用のKMF。機体形状は初期型ランスロットと同一で、基本カラーはピンク。
オリジナルのランスロットに比べて性能は若干劣るが、それでも十分な基本性能を誇る。武装はランスロットと同一のものの他、第二次トウキョウ決戦で撃破されたパーシヴァルのミサイルシールドを回収・装備している。コックピットには、第七世代以降の量産機と同型の脱出機能が装備されている。
最終決戦にて出撃し紅蓮聖天八極式の足止めには成功するが、結局はその圧倒的性能差の前に撃破された。

## その他関連機体
ランスロット・クラブ
ゲーム『コードギアス 反逆のルルーシュ LOST COLORS』、漫画・フォトストーリー『コードギアス 双貌のオズ』に登場する機体。
ヴィンセント、ヴィンセント・ウォード
アニメ『コードギアス 反逆のルルーシュ R2』より登場する、ランスロットの量産試作機とその正式量産機。
ランスロット・トライアル、ランスロット・グレイル
『コードギアス 双貌のオズ』に登場する、ヴィンセントの原型機「試験型ランスロット」とその改良型。